# Parc involontaire

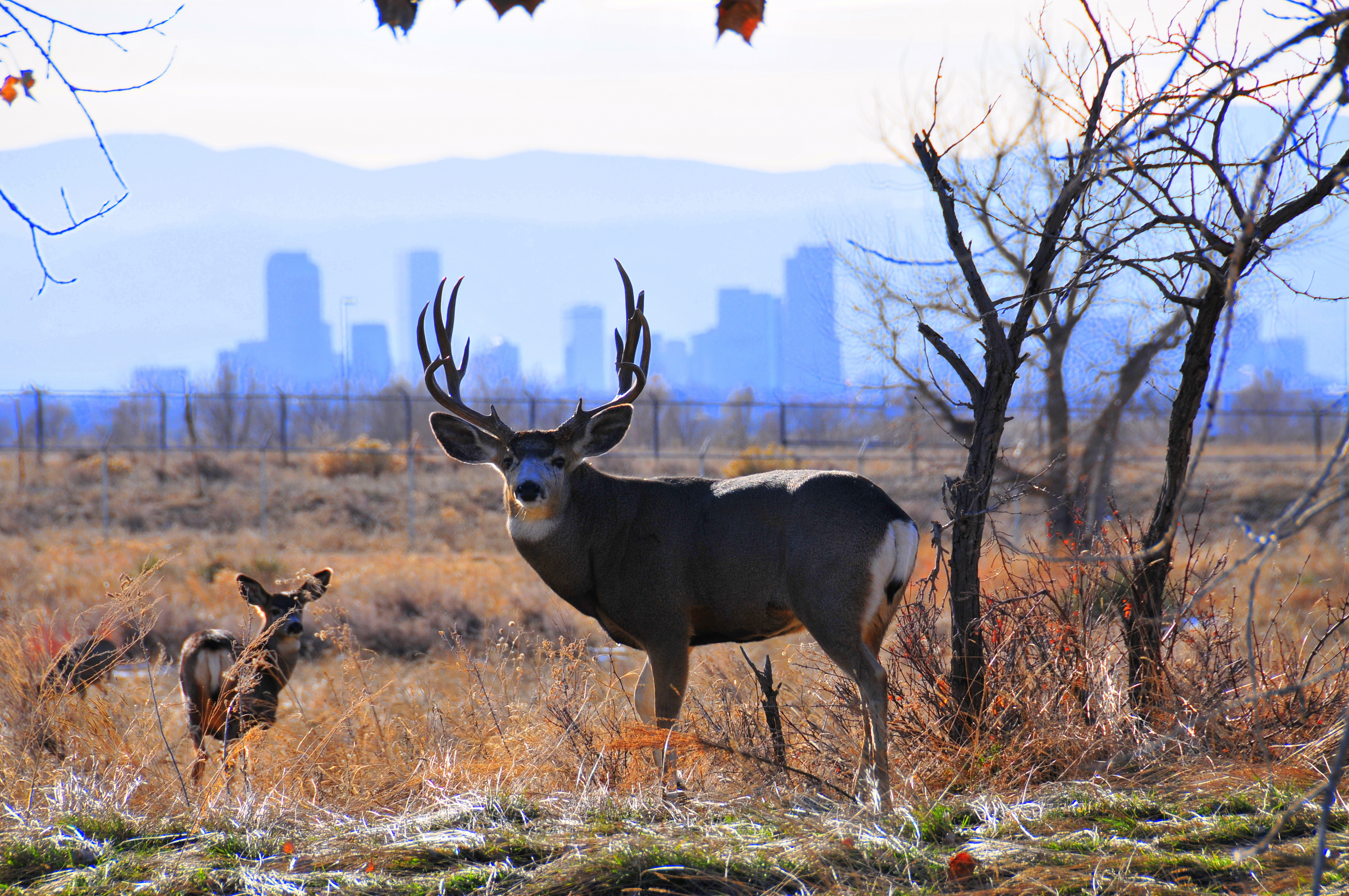
Cerf évoluant dans l'ancien, un centre d'armes chimiques désaffecté, en 2009. Le centre-ville de Denver est visible à l'arrière plan.

Un parc involontaire est une zone anciennement habitée, abandonnée et reconquise par une nature sauvage. Le terme est un néologisme de l'auteur de science-fiction et écologiste Bruce Sterling.

## Origine du terme
Bruce Sterling, écrivain et écologiste américain, crée le terme pour décrire des zones habitées ou utilisées par des êtres humains, qui, pour des raisons écologiques, économiques ou politiques, ont « perdu leur valeur pour l'instrumentalisme technologique » et sont autorisées à retourner à un état sauvage. Sterling utilise ce néologisme dans le contexte d'évolution du niveau marin dû au réchauffement climatique, et parle de lieux où une écologie « non-naturelle » se met en place :
« They bear some small resemblance to the twentieth century's national parks, those government-owned areas nervously guarded by well-indoctrinated forest rangers in formal charge of Our Natural Heritage©. They are, for instance, very green, and probably full of wild animals. But the species mix is no longer natural. They are mostly fast-growing weeds, a cosmopolitan jungle of kudzu and bamboo, with, perhaps, many genetically altered species that can deal with seeping saltwater. Drowned cities that cannot be demolished for scrap will vanish wholesale into the unnatural overgrowth. »
« Ils [les parcs involontaires] possèdent quelque ressemblance avec les parcs nationaux du XXe siècle, ces zones gouvernementales nerveusement gardées par des gardes forestiers bien endoctrinés responsables de Notre Héritage Naturel©. Ils sont, par exemple, très verts et probablement plein d'animaux sauvages. Mais le mélange des espèces n'est plus naturel. Ce sont principalement des mauvaises herbes à croissance rapide, une jungle cosmopolite de kudzu et de bambou avec, peut-être, quelques espèces génétiquement modifiées qui peuvent traiter l'eau salée suintante. Les villes noyées qui ne peuvent être démolies disparaîtront sous cette croissance végétale démesurée. »
Bien que la vision de Sterling concerne des lieux abandonnés à la suite de l'effondrement de l'économie ou à la montée des eaux, le terme en est venu à être utilisé pour tout terrain où l'utilisation humaine a été stoppée, pour une raison ou une autre, dont les zones d'exclusion militaires, les champs de mines et les zones polluées considérées dangereuses,,.

## Parcs involontaires réels
Les exemples réels de parc involontaires satisfont à la description de « verts » et « plein d'animaux sauvages », la vision dystopique de Sterling d'une écologie « non-naturelle » n'a pas été observée. Au contraire, la zone d'aliénation autour de Tchernobyl, où un tel état était attendu du fait de la contamination radioactive, a vu le retour d'animaux disparus depuis longtemps comme les sangliers, les loups, les ours et une troupe florissante de chevaux de Przewalski. L'ancien arsenal des montagnes rocheuses (en) à Denver était abandonné depuis des années à la suite de la contamination du site par la production d'armes chimiques, pourtant la nature y est retournée et le lieu a été depuis transformé en un refuge de vie sauvage.
Les zones où la présence humaine est sévèrement limitée peuvent abriter des espèces d'animaux fortement menacées. On pense que la zone coréenne démilitarisée héberge non seulement des tigres de Sibérie, mais également des léopard de l'Amour, une espèce en danger de disparition,.

## Exemples

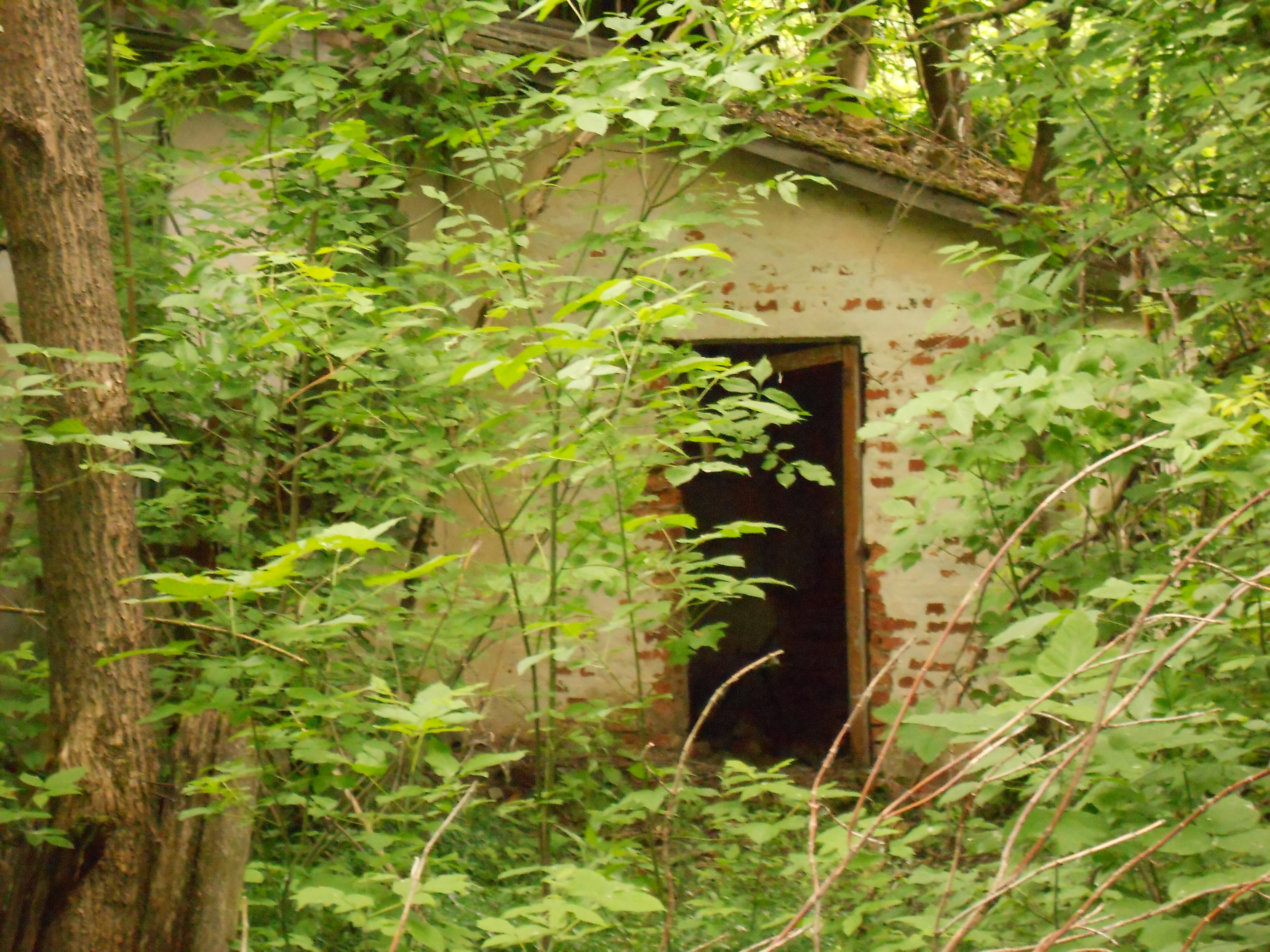
Végétation gagnant sur les maisons dans la zone d'aliénation autour de Tchernobyl.

Quelques exemples de parcs involontaires :
- en Argentine, la réserve écologique de Buenos Aires, formée par des matériaux de démolissement immobiliers jetés dans une rivière. Au fil du temps, le sable et les sédiments se sont accumulés et ont développé un échantillon de l'écosystème natif de la pampa ;
- en Australie, les îles Montebello, ancien site d'essais nucléaires britanniques ;
- à Chypre, la ligne verte séparant les zones grecque et turque ;
- en Corée, la zone coréenne démilitarisée ;
- aux États-Unis :
  - le White Sands Missile Range, une réserve militaire, site de l'essai atomique Trinity,
  - le bord de mer de Hilo, dévasté par deux tsunamis, abandonné et converti en parc,
  - une zone résidentielle d'Anchorage, défigurée par un séisme en 1964, abandonnée et convertie en parc,
  - les anciens arsenal des montagnes rocheuses (en) et laboratoire national de Rocky Flats, sites de fabrication d'armes près de Denver, fortement contaminés et convertis depuis en refuges de vie sauvage,
  - le quartier qui entourait Love Canal,
  - les anciennes zones militaires à Vieques, Porto Rico,
  - Times Beach (en), ville évacuée et démantelée par suite d'une contamination à la dioxine, actuellement site du parc d'État de la route 66 ;
- en Europe, le contrôle militaire strict du rideau de fer a laissé un grand corridor biologique à travers le continent. Une initiative s'est créée pour protéger cette zone comme ceinture verte européenne ;
- à Hong Kong, la zone frontalière fermée ;
- en Inde, l'île aux Bovins du lac du barrage d'Hirakud ;
- en Ukraine, la zone d'aliénation autour de Tchernobyl.